# 장완안
장완안(중국어 정체자: 蔣萬安, 한어 병음: Jiǎng Wàn'ān, 웨이드-자일스: Chiang3 Wan4-an1, 한자음: 장만안, 1978년 12월 26일 ~)은 중화민국의 정치인이다.
장샤오옌 전 행정원부원장과 황메이룬(黃美倫, 헬렌 황)의 아들로 태어났다. 고등학생 때 아버지 장샤오옌이 장징궈의 서자, 즉 장제스의 손자라는 것을 알게 되었다고 한다. 국립 대만사범대학 고급중학교와 대북시립 건국 고등학교를 다녔으며 국립 정치 대학에서 외교학과 법학 복수 전공을 했다. 2002년 펜실베이니아 대학교 법학대학원에 들어간 뒤 미국에서 변호사로 활동했다.
2016년 국민당 중화민국 입법원의 타이베이시 제3선거구 의원 후보로 당선되었다. 2022년에는 타이베이시장에 당선되었는데, 이는 역대 최연소 당선 기록이다.

## 역대 선거 결과
|  | 46.68% |

|  | 51.44% |

|  | 42.29% |